# Bombycilla cedrorum
Il beccofrusone dei cedri o beccofrusone americano (Bombycilla cedrorum Vieillot, 1808) è un uccello passeriforme della famiglia dei Bombicillidi.

## Etimologia
Il nome scientifico della specie, cedrorum, deriva dal latino e significa "dei cedri", in riferimento alle abitudini di vita di questi uccelli: il loro nome comune altro non è che la traduzione di quello scientifico, mentre si tende a non utilizzare il nome di "beccofrusone americano" per evitare confusione con le popolazioni americane del congenere beccofrusone comune.

## Descrizione

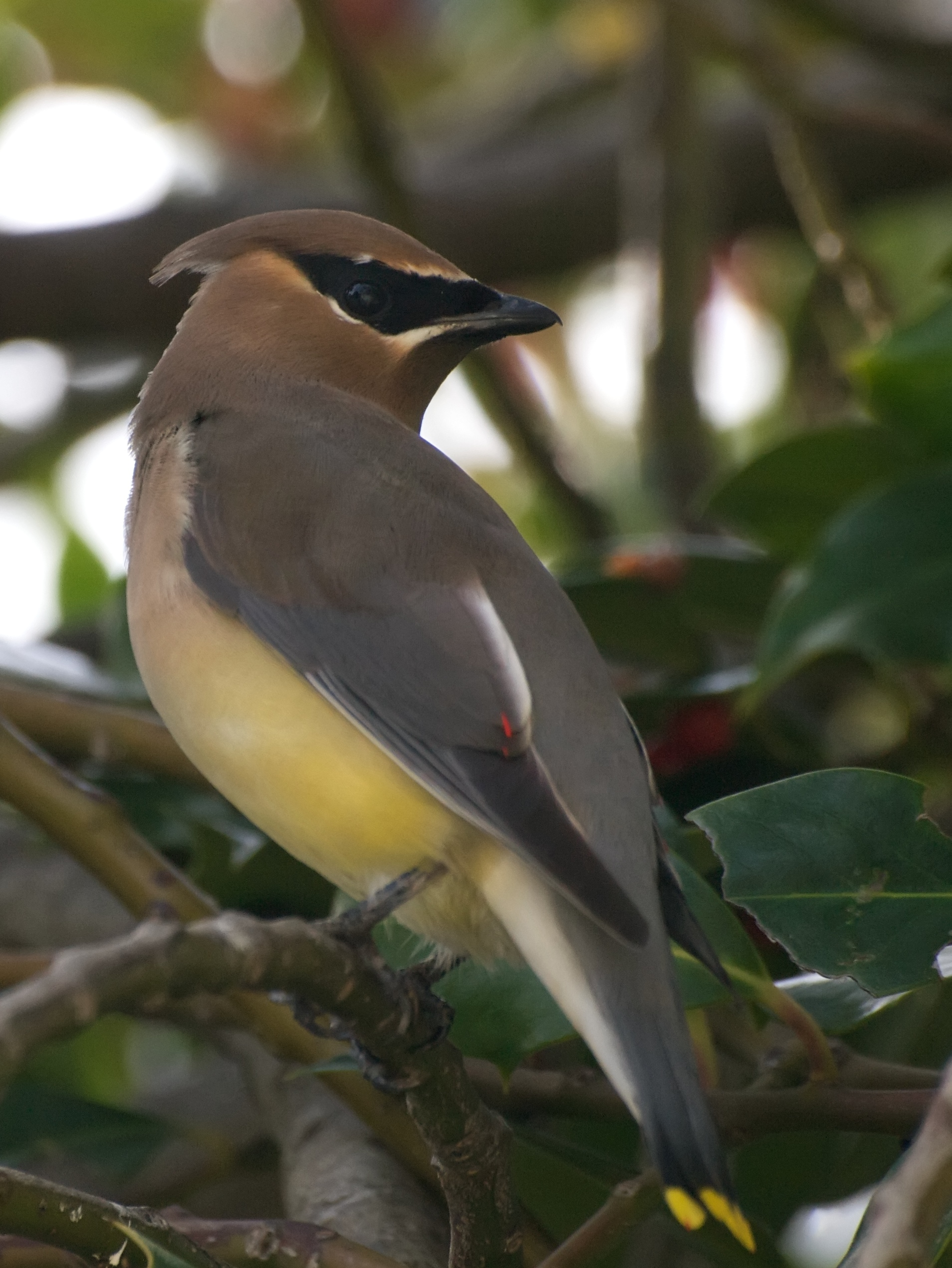
Esemplare nella baia di San Francisco.

### Dimensioni
Misura 15,5 cm di lunghezza, per 32 g di peso.

### Aspetto
Si tratta di uccelli dall'aspetto paffuto e arrotondato, con testa squadrata e munita di becco tozzo e conico, nonché di una cresta digitiforme erettile, mentre le ali sono appuntite, le zampe corte e la coda è corta e squadrata. Nel complesso, il beccofrusone dei cedri risulta molto simile all'affine beccofrusone comune, rispetto al quale questi uccelli sono più piccoli e slanciati e presentano colorazione maggiormente tendente al bruno, oltre al giallo ventrale che nei "cugini" è assente.
Il piumaggio presenta aspetto sericeo ed è di colore bruno, più chiaro e tendente al beige su testa e petto e più caldo su dorso e ali: codione e coda sono di color grigio cenere (quest'ultima con penne munite di una banda nera che ne delimita la punta, di color giallo oro o arancione a seconda della dieta dell'animale), mentre il ventre è di colore giallo limone e il sottocoda è bianco. Da ciascun lato del becco parte una banda di colore nero, orlata di bianco, che raggiunge l'occhio e poi procede assottigliandosi e terminando a punta nell'area auricolare: anche la bavetta golare è di colore nero, mentre le remiganti sono nere con le secondarie dalla caratteristica punta a goccia traslucida di colore rosso.

I due sessi sono simili, con le femmine che tendono a essere più robuste rispetto ai maschi, che dal canto loro presentano bavetta nera più scura e leggermente più estesa.
In ambedue i sessi, il becco è di colore nerastro, le zampe sono grigio-nerastre e gli occhi sono di colore bruno scuro.

## Biologia

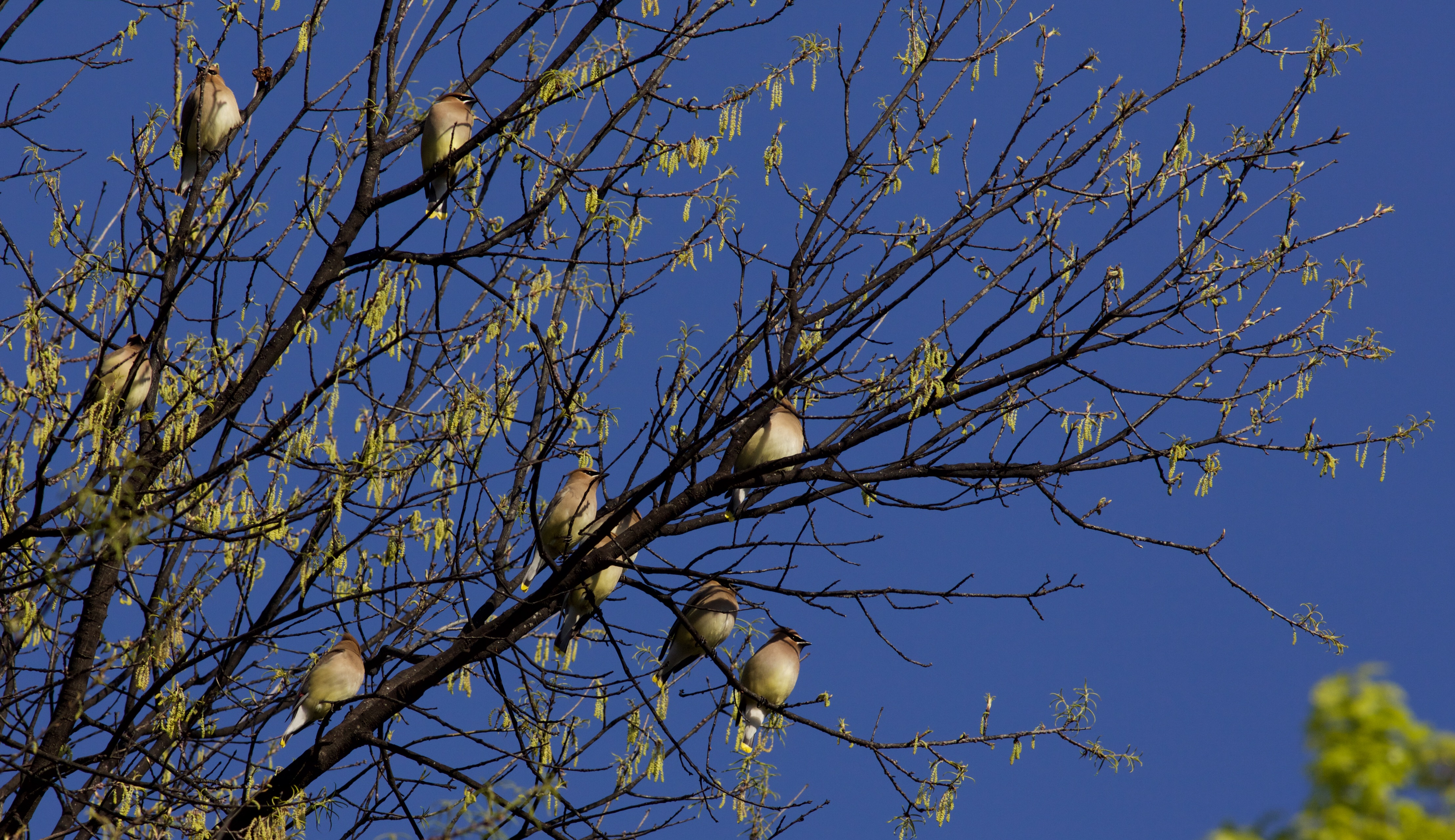
Stormo su un albero a Birmingham

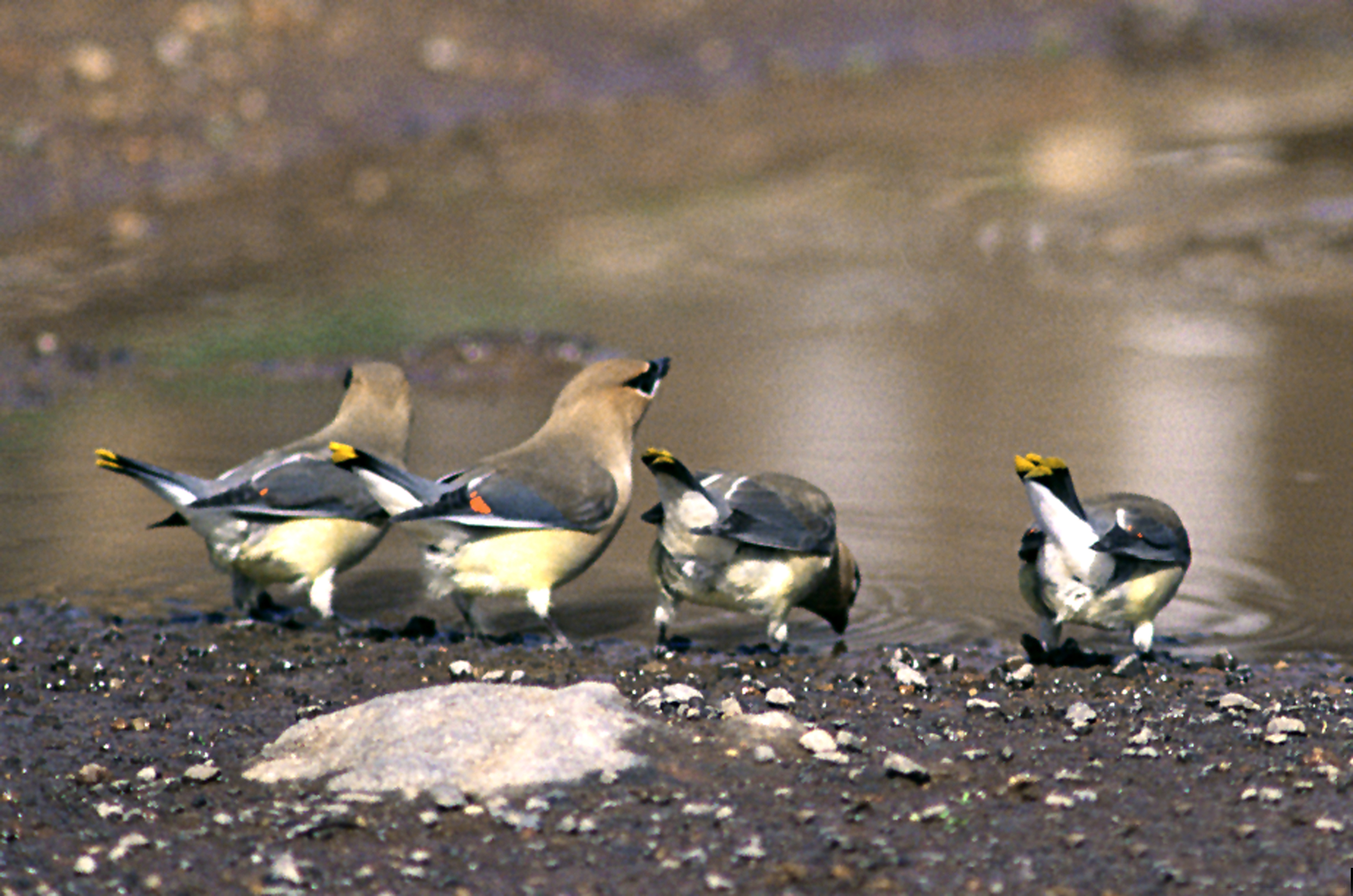
Gruppo si abbevera da una pozzanghera

Si tratta di uccelli dalle abitudini diurne e spiccatamente gregarie, che si muovono in stormi anche consistenti, passando la maggior parte della giornata in movimento alla ricerca di cibo e acqua e sostando durante la notte fra i rami di grossi alberi.
I vari membri di uno stormo passano molto tempo a tolettarsi fra loro, tenendosi in contatto mediante un richiamo ronzante simile a quello del beccofrusone comune, ma più acuto. Il richiamo è sempre lo stesso, ma viene emesso con tonalità e postura del corpo differente per comunicare differenti stati d'animo: ad esempio, il richiamo emesso con cresta eretta segnala inquietudine, mentre il piumaggio arruffato e il becco spalancato sono segnali di aggressività.

### Alimentazione

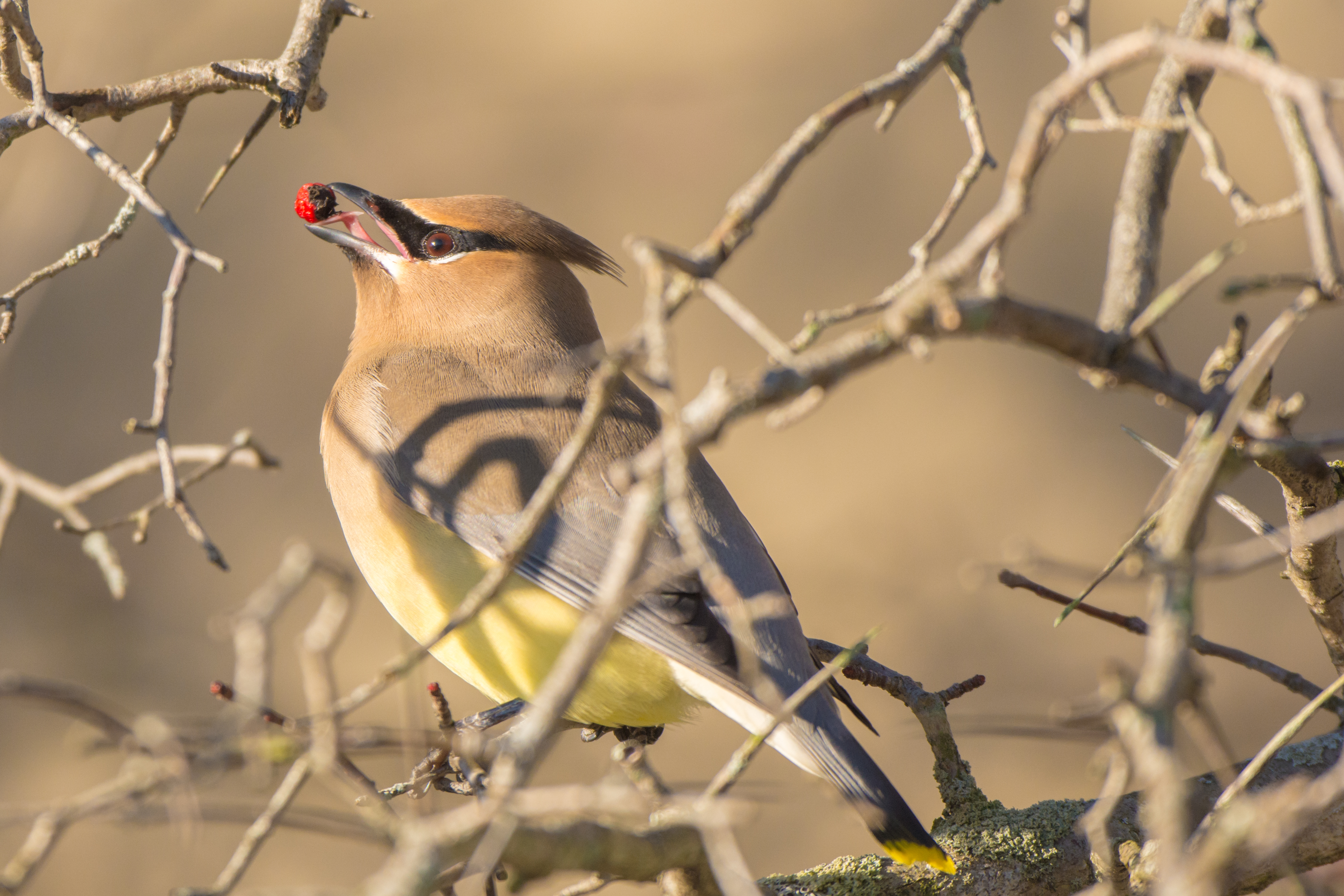
Esemplare si nutre in Ohio

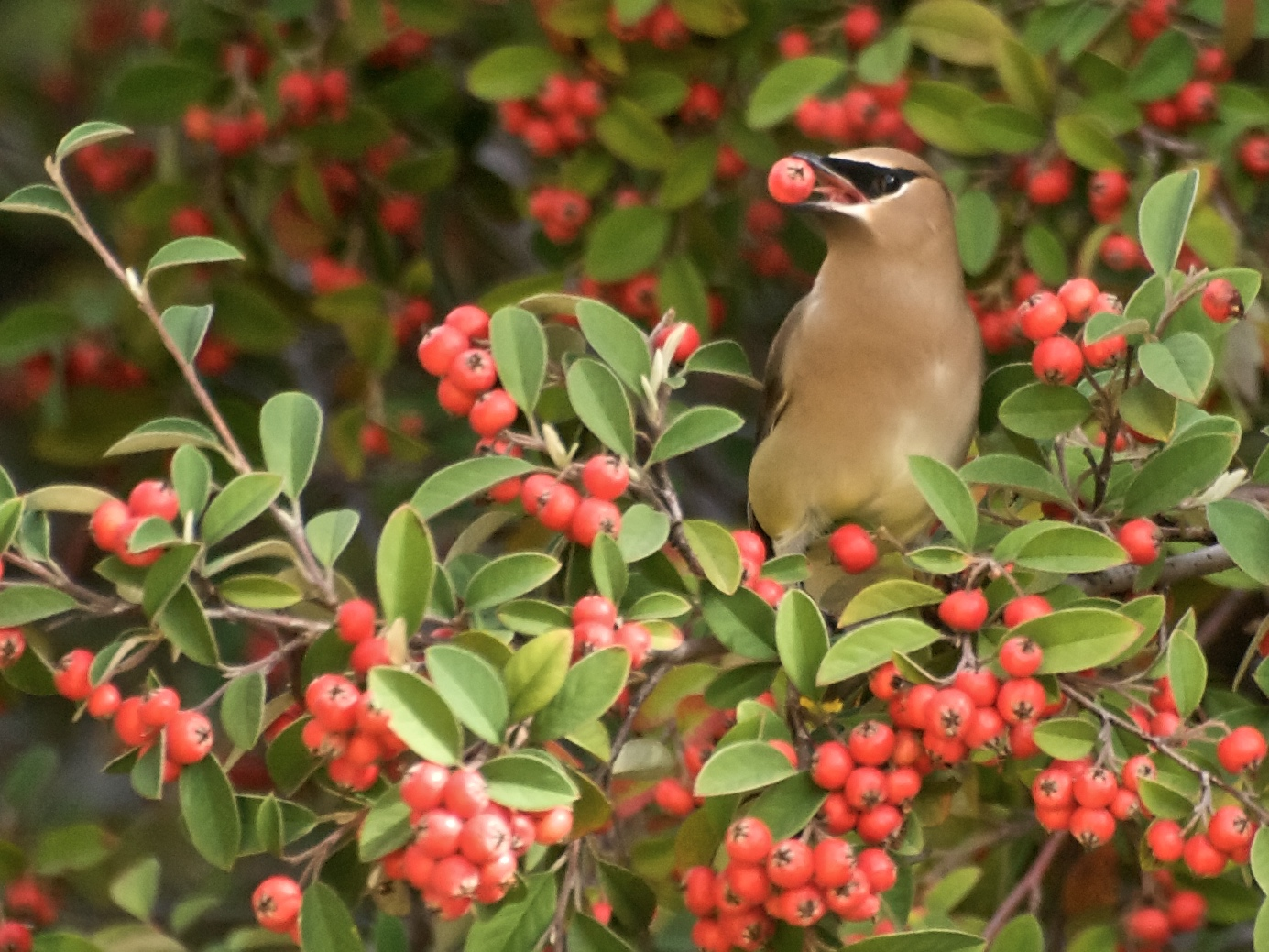
Esemplare si nutre in una siepe di pyracantha in un giardino di San Francisco

La dieta del beccofrusone dei cedri presenta una componente frugivora e una insettivora, le proporzioni delle quali variano durante l'anno, sebbene quella frugivora resti preponderante (84% della dieta annuale): se infatti durante l'autunno e l'inverno questi uccelli si nutrono soprattutto di frutta e bacche mature (in particolare le bacche di agrifoglio e di cedro costituiscono la quasi totalità della loro dieta invernale nella porzione più settentrionale dell'areale di svernamento), in estate e soprattutto durante la primavera essi ripiegano invece sugli insetti, privilegiando le specie alate, i cui adulti vengono catturati in volo o sul pelo dell'acqua non appena completano la fase larvale acquatica ed emergono in superficie.
Il cibo viene reperito perlopiù fra i rami di cespugli e alberi, mentre è raro che questi uccelli scendano al suolo.

### Riproduzione

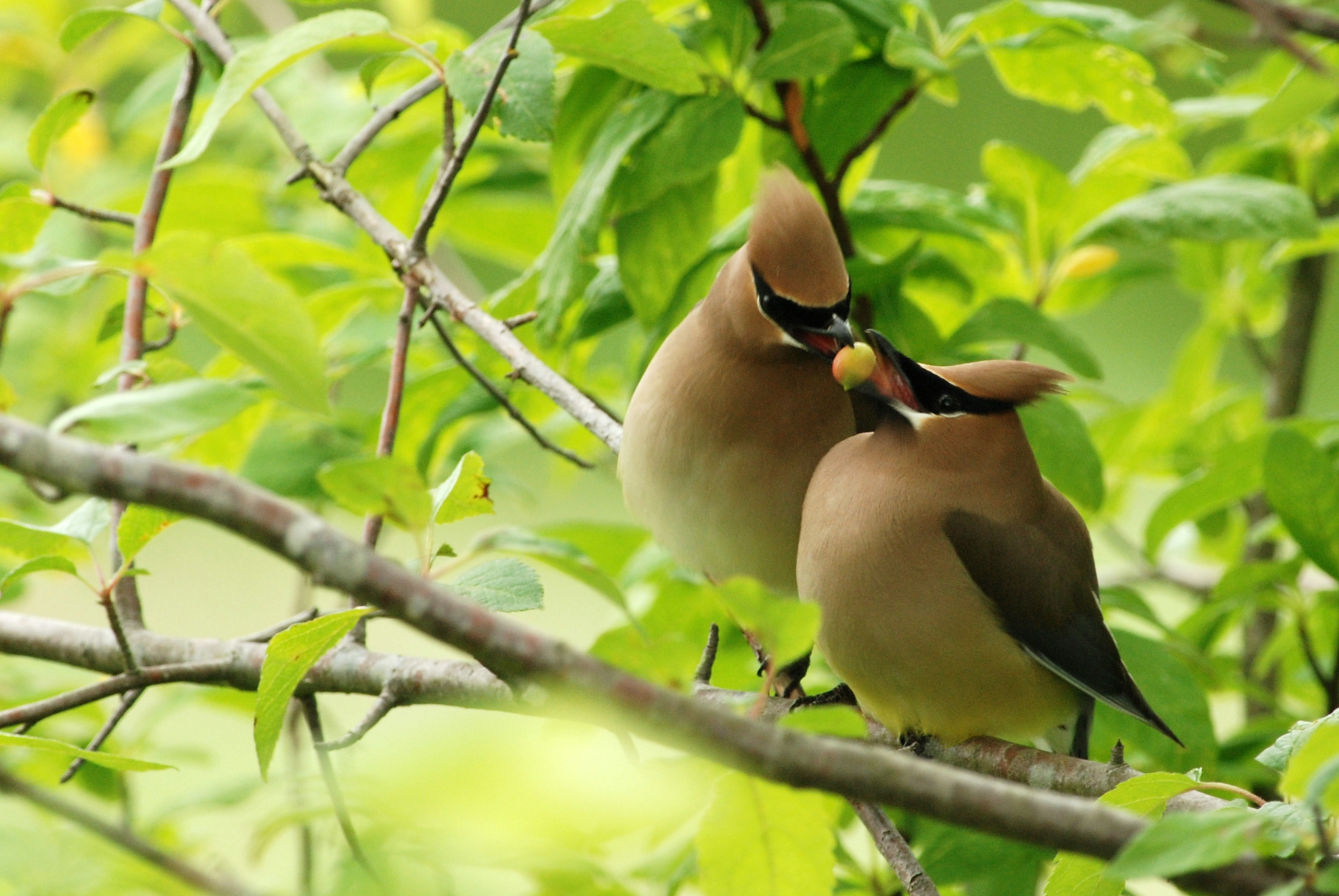
Passaggio rituale di cibo durante il corteggiamento a Seattle

La stagione riproduttiva va da giugno alla fine di agosto, con nidificazioni isolate in settembre in caso di adeguata presenza di cibo. Il beccofrusone dei cedri è un uccello monogamo, che porta avanti in genere una singola covata l'anno, sebbene le coppie che si riproducono presto in stagione siano solite portare avanti una seconda covata.
Il corteggiamento comincia in primavera, con le coppie che si formano già all'interno dello stormo: esso è rappresentato dal passaggio rituale di cibo dal maschio (che saltella lungo un ramo) alla femmina, la quale può accettare l'offerta e restituire l'oggetto al maschio, oppure arruffare il piumaggio e sbattere rumorosamente il becco per scacciarlo. La sequenza si ripete in genere più volte.

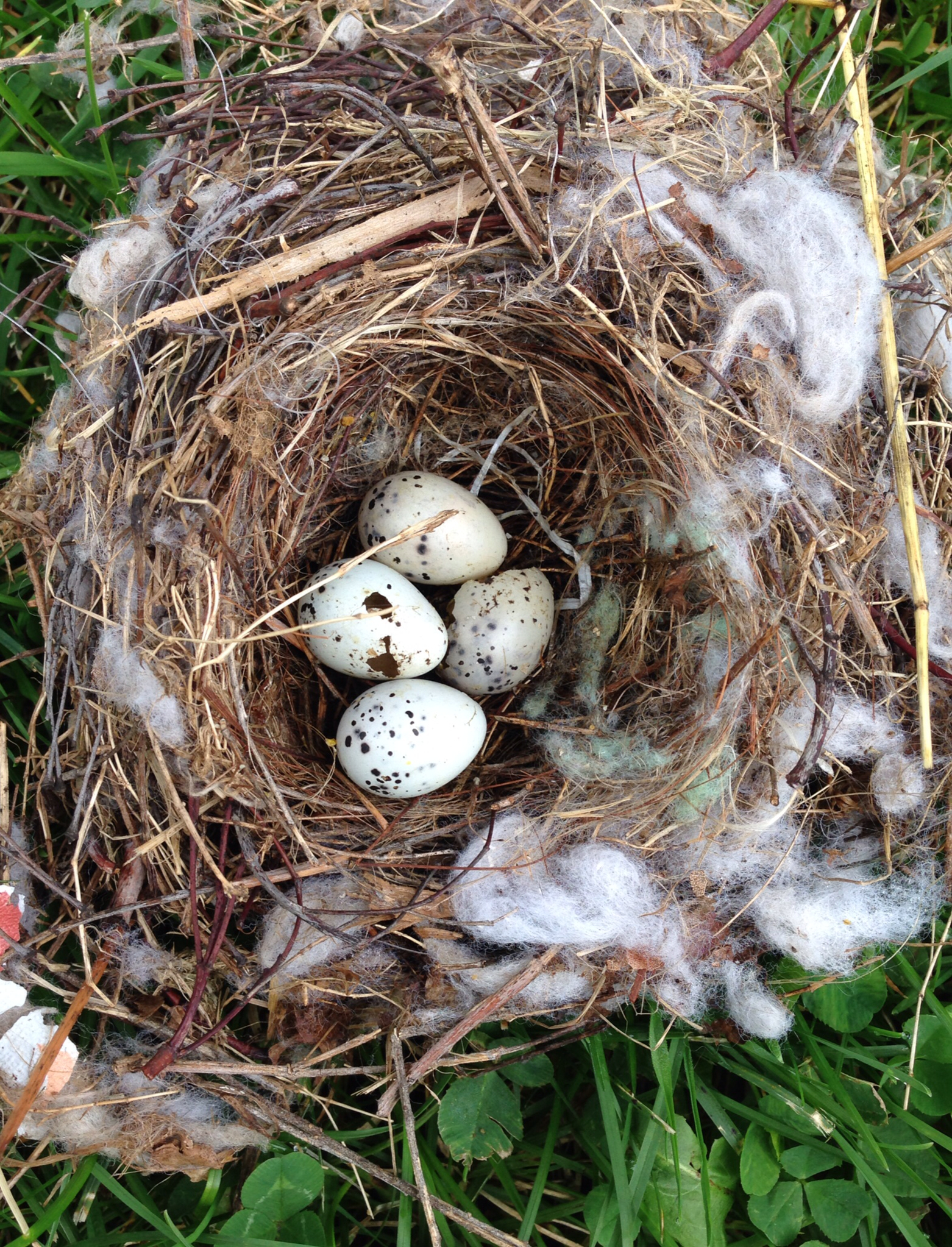
Nido con uova

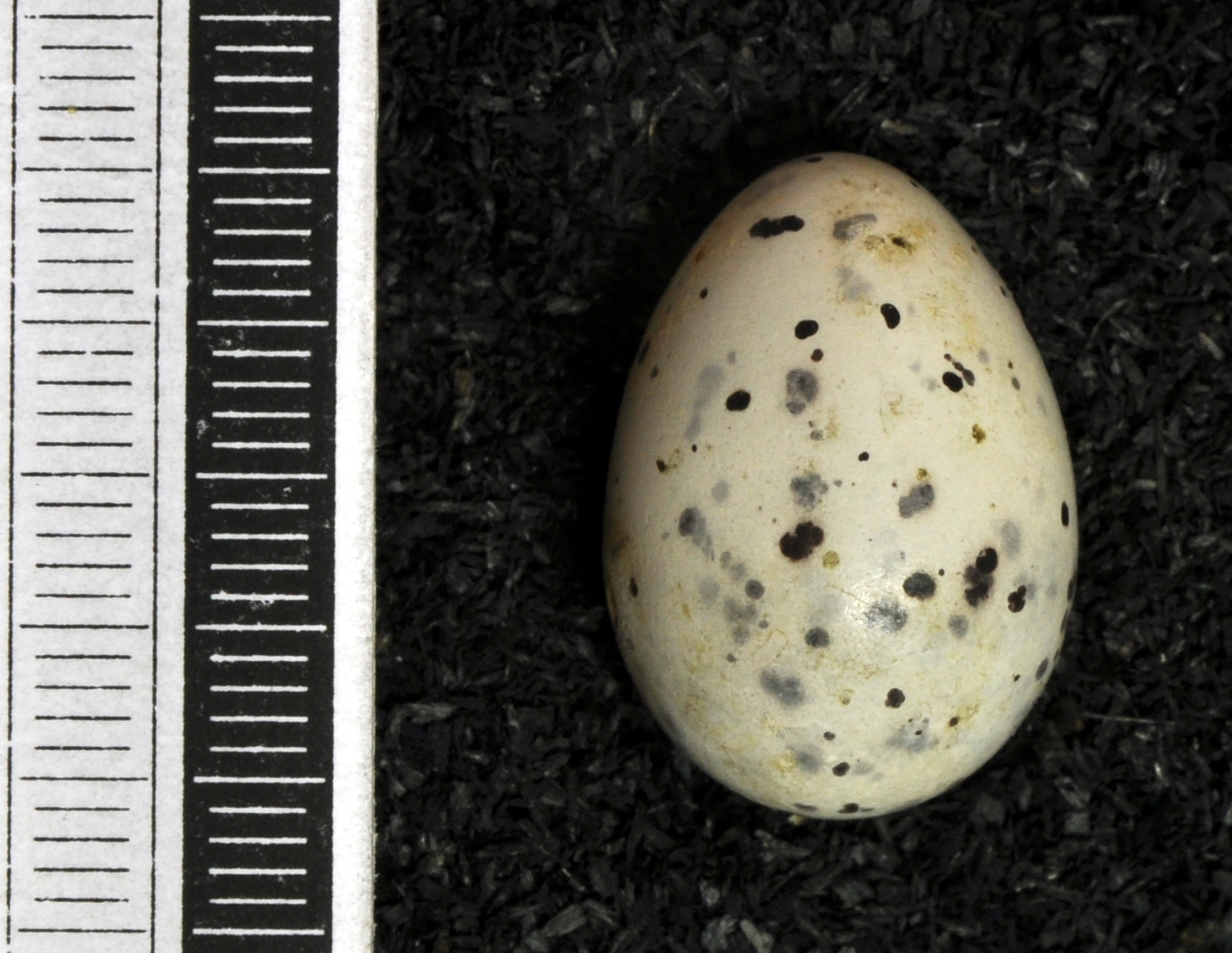
Uovo

Le femmine cominciano a visitare i dintorni alla ricerca di aree dove costruire il nido in giugno: esso viene generalmente edificato fra le fronde di un cespuglio alto o di un albero, di preferenza in prossimità del tronco.

Il nido è a forma di coppa e viene edificato dalla sola femmina, intrecciando all'uomo rametti sottili e foderando l'interno con materiali più morbidi quali fibre vegetali secche, muschio e pelame: al suo interno la femmina depone al ritmo di uno al giorno 2-7 uova (generalmente 4-5) di colore grigio-azzurrino molto chiaro, con presenza di maculature brune di diametro variabile. Le uova vengono sempre deposte durante le prime ore del mattino, e la femmina comincia a covare non appena deposto il primo, sicché i piccoli schiudono a intervalli di giorni gli uni dagli altri.
La cova è a carico della sola femmina (che viene nel frattempo nutrita dal maschio, il quale inoltre rimane di guardia al nido da un ramo nei pressi, avvertendo la compagna dell'eventuale approssimarsi di predatori) e dura 11-13 giorni, al termine dei quali schiudono pulli ciechi e implumi: essi vengono nutriti dalla sola femmina per i primi nove giorni di vita, mentre in seguito essa viene coadiuvata dal maschio nelle cure parentali.

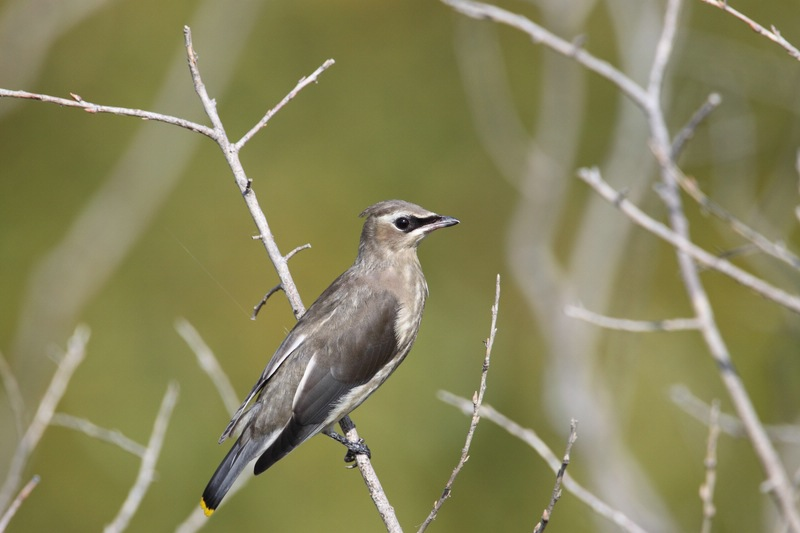
Giovane esemplare

A 14-18 giorni di vita, i piccoli cominciano ad avventurarsi all'esterno del nido e a tentare l'involo: essi rimangono coi genitori ancora per una o due settimane (continuando a chiedere loro l'imbeccata, sebbene in maniera sempre più sporadica), dopodiché si aggregano in stormi con gli altri giovani, passando insieme l'inverno e riproducendosi (se sopravvissuti) durante l'estate successiva.
Gli individui immaturi sono facilmente distinguibili dagli adulti per la mancanza del rosso alare, la presenza di screziature su gola e fianchi e per la ridotta estensione (spesso l'assenza) del nero cefalico su bavetta e mascherina.
La speranza di vita di questi uccelli in natura è di circa 7 anni.

## Distribuzione e habitat

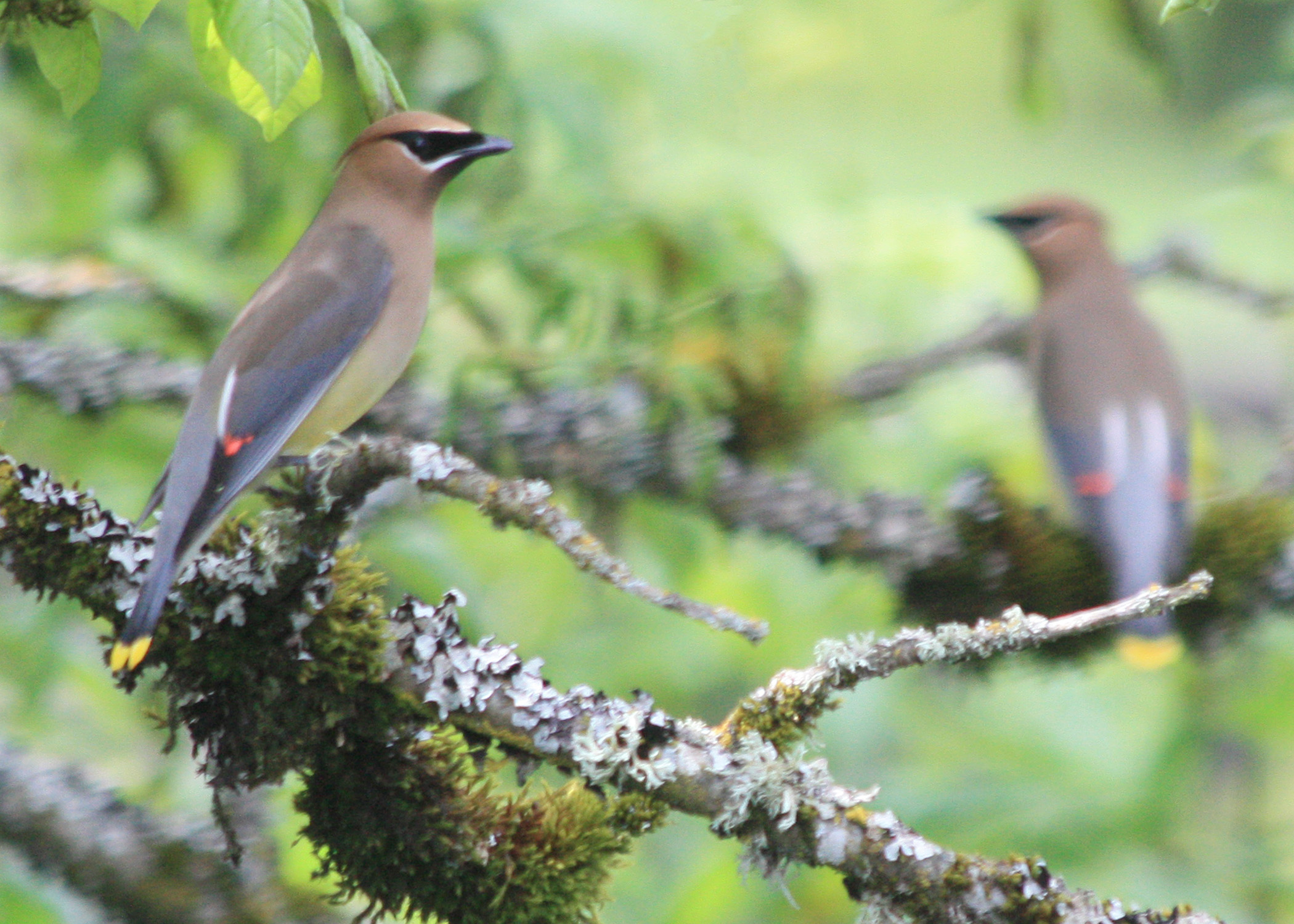
Esemplare nell'Oregon

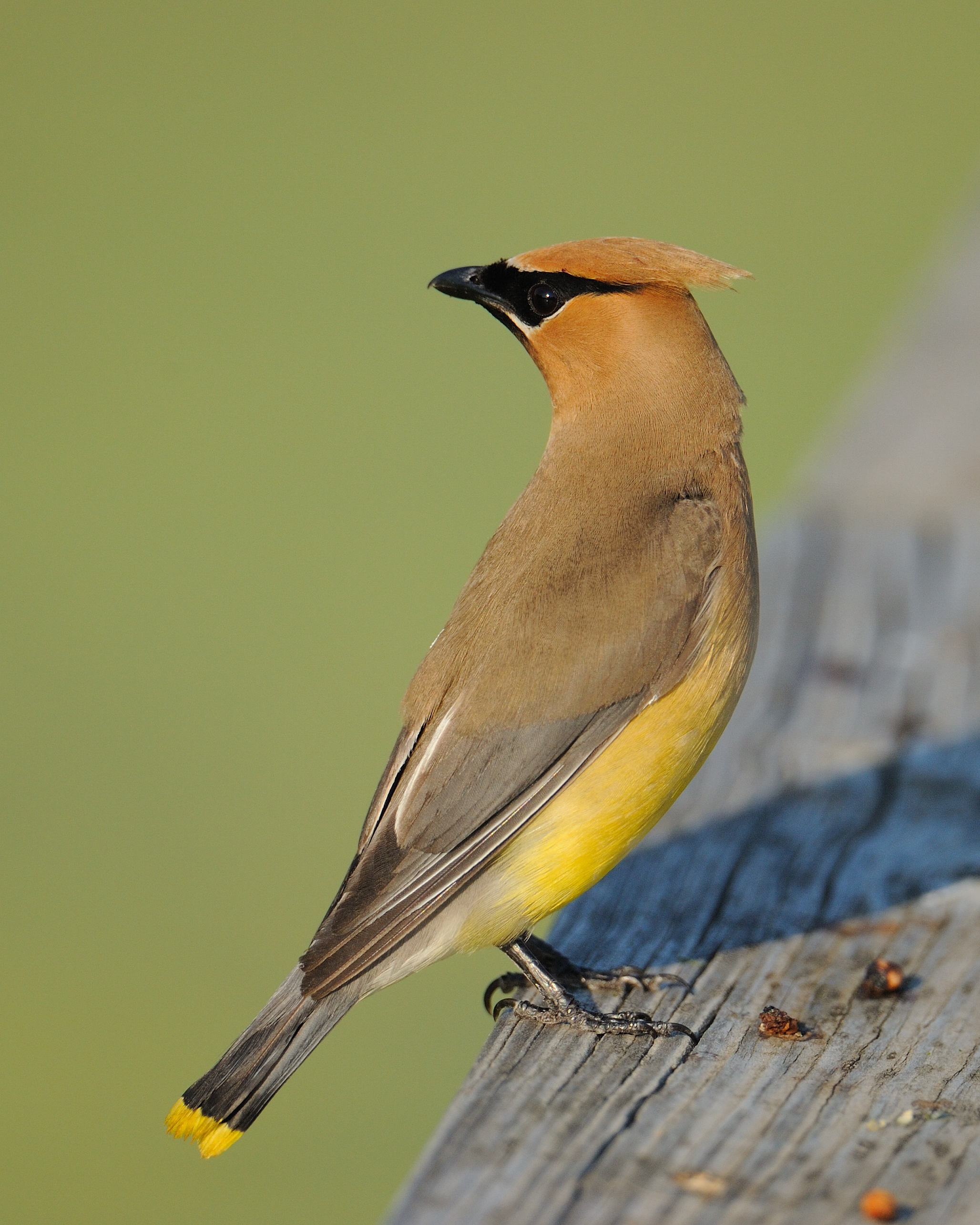
Esemplare a Grayslake

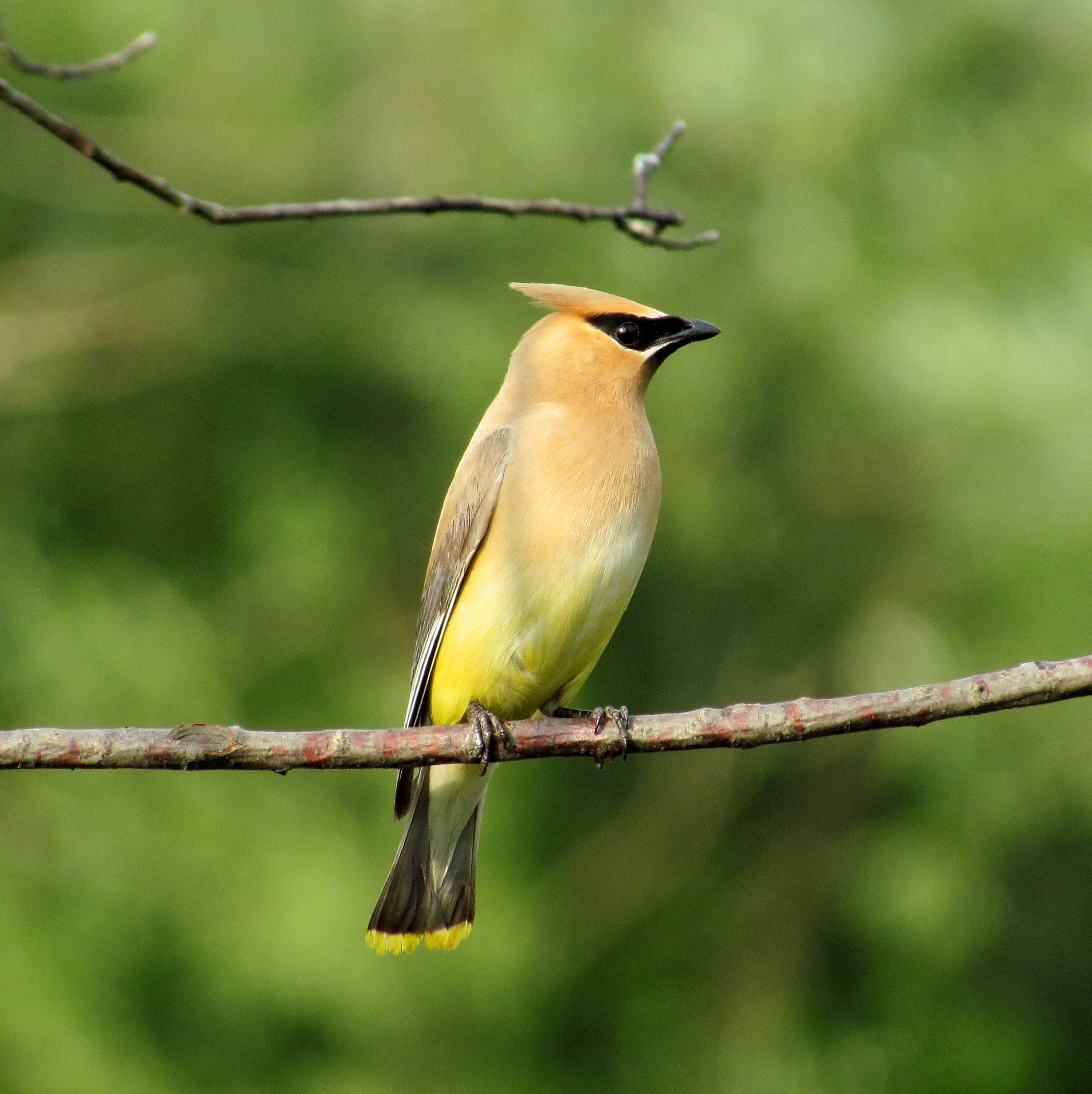
Esemplare in Pennsylvania

Il beccofrusone dei cedri è diffuso in Nord America: la specie occupa per la nidificazione un ampio areale che va dall'estremo sud-est dell'Alaska al nord della California e a est fino al sud della penisola del Labrador, a Terranova e al New England.

Questi uccelli sono dei migratori instancabili, che ai primi freddi si spostano verso sud, raggiungendo gli Stati Uniti meridionali, le Grandi Antille e il Messico, spingendosi in America centrale, dove pur fermandosi generalmente alla Costa Rica possono talvolta spingersi con esemplari o stormi isolati a sud fino al nord della Colombia e al Venezuela nord-occidentale. Esemplari isolati in dispersione sono stati osservati perfino molto a est dell'areale tipico della specie, in Islanda e nelle isole britanniche. Le popolazioni della zona del confine tra il Canada e gli Stati Uniti d'America tendono invece a rimanere stanziali.
L'habitat del beccofrusone dei cedri è rappresentato durante la stagione riproduttiva dalle foreste miste primarie e secondarie con presenza di radure o aree aperte, privilegiando le aree con presenza di sottobosco denso dove reperire il cibo e quelle riparie. Durante l'inverno, invece, questi uccelli si spostano continuamente, fermandosi in tutte quelle aree incontrate che presentano una quantità di cibo sufficiente da supportarne la presenza per un certo periodo di tempo, salvo poi rimettersi in marcia quando le risorse cominciano a scarseggiare: li si osserva perciò un po' in tutti gli ambienti, dai boschi misti alle aree agricole abbandonate con presenza di roveti, alle zone prative con presenza di alberi isolati, financo le aree urbane con presenza arborea (parchi, giardini, viali) e le piantagioni.

## Tassonomia
Sebbene alcuni autori considerino le popolazioni della costa pacifica e del nord dell'areale come sottospecie a sé stanti (rispettivamente coi nomi di B. c. larifuga e B. c. aquilonia), la specie è considerata monotipica.